# 2154 Андергілл
2154 Андергілл (2154 Underhill) — астероїд головного поясу, відкритий 24 вересня 1960 року.
Тіссеранів параметр щодо Юпітера — 3,373.